# Donoge
Donoge ist eine osttimoresische Aldeia. Sie liegt im Osten des Sucos Santa Cruz (Verwaltungsamt Nain Feto, Gemeinde Dili). In Donoge leben 515 Menschen (2015).

## Lage und Einrichtungen

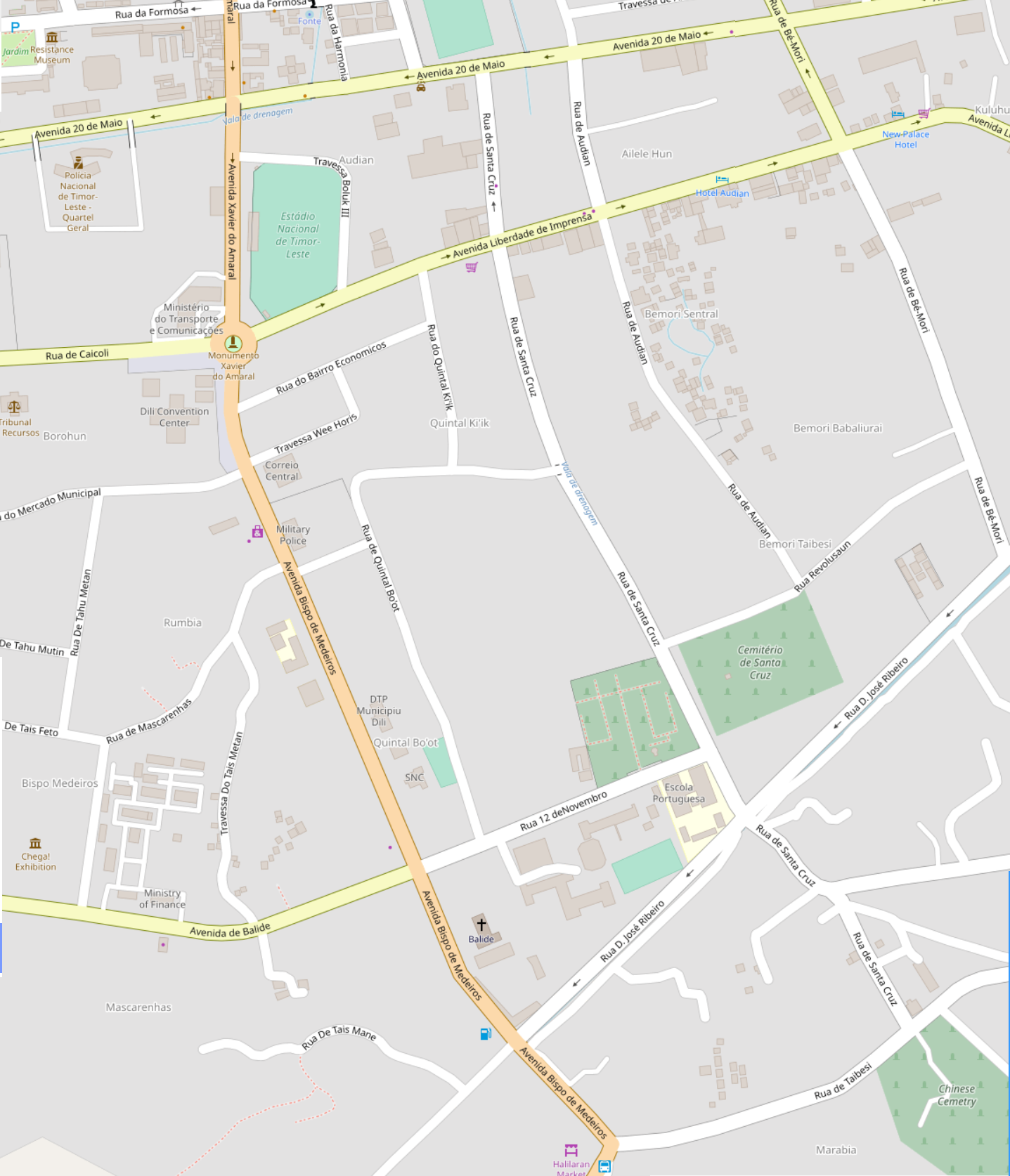
Straßenkarte von Santa Cruz

Westlich von Donoge liegen jenseits der Rua de Santa Cruz die Aldeias 12 de Novembro und 7 de Dezembro und nördlich, jenseits der Rua Revolusaun die Aldeias Mura und Moris Foun. Östlich und südlich der Rua Dom José Ribeiro befindet sich der Suco Bemori.
Den Westen von Donoge bildet der Friedhof Santa Cruz. Hier fand am 12. November 1991 das Santa-Cruz-Massaker statt, bei dem indonesische Sicherheitskräfte mindestens 271 Menschen töteten.